# Église Madonna delle Grazie (Città di Castello)
L’église  Madonna delle Grazie est un édifice religieux de Città di Castello dans la province de Pérouse en Ombrie (Italie), dont la fin de construction remonte au XIVe siècle.

## Historique
L’église Madonna delle Grazie a été construite entre 1306 et 1381, de son original style gothique il ne reste que le portail latéral gauche et le campanile.
La construction de l'église a débuté pendant l'hiver de l'an 1306, quand les frères Servi di santa Maria transférèrent leur église et leur couvent édifiés en 1255 de l'extérieur à l'intérieur des murs de Città di Castello. 
Le 5 février 1306, l'évêque autorise le « prieur provincial » à poser la première pierre et les moines à célébrer les offices. En 1363, l'église devenue trop petite, les frères décident de l'agrandir. Le 10 avril 1363 l'évêque approuve le projet et l'édifice est consacré le 16 novembre 1381.
Entre 1641 et 1643, le peintre Bernardino Gagliardi décore les lunettes de la chapelle avec le Storie della vita di Maria e santi e profeti, lieu consacré le 3 juillet 1643. 
En 1703, l'église est restaurée afin de réparer les dommages causés par le tremblement de terre des mois de janvier et février, mais bien plus radicale est la reconstruction effectuée après le tremblement de terre du 30 septembre 1789, qui confère à l'église son aspect actuel.
Entre 1861 et 1866 les frères Servi di santa Maria abandonnent l'église à la suite de la suppression des ordres religieux par le nouveau gouvernement italien et l'édifice est géré par la Compagnia della Madonna delle Grazie, qui avait été fondée en 1514. 
Entre les années 1860 et 1870 la Compagnie poursuit les travaux d'agrandissement de l'église avec la construction d'une nouvelle abside et l'installation d'un nouveau vitrail polychrome. 
D'autres modifications ont lieu au début du XIXe siècle avec l'insertion du maître-autel et la construction en 1964 des fonts baptismaux.
Après l'année 1965, le presbytère est mis en conformité à la suite de la réforme liturgique promulguée par le concile Vatican II. 
Après le retour des frères des Servi di santa Maria, advenue en 1951 et 1962, en 1963 l'église devient paroissiale.
L'église a un orgue à deux claviers construit par le facteur d'orgue Giustozzi de Foligno, restauré par Guido Pinchi.

## Architecture
Comme témoignage de la structure originale en style gothique de l'église Madonna delle Grazie du XIVe siècle, il ne reste que le campanile et le flanc latéral gauche avec un portail gothique surmonté d'une arcade ogivale en pierre.

## Décorations remarquables
On y vénère la Madonna delle grazie dont le tableau (1456) est l'œuvre de Giovanni da Piamonte, disciple de Piero della Francesca.
- Martyre de saint Pérégrin, Giovanni Ventura Borghesi.
- Transito della Beata Vergine Maria (« Dormitio Mariae) (v. 1436), fragment de fresque attribué à Ottaviano Nelli (1375-1444).

## Sources
- Voir liens externes